# Jean Rieux
Pour les articles homonymes, voir Rieux.
Jean Eugène Rieux, né le 4 avril 1878 à Toulouse et mort le 8 mars 1933 à la Rochelle, aussi connu comme Jean Le Rouge, est un homme politique français 

## Biographie

### Jeunesse toulousaine
Jean Rieux nait le 4 avril 1878 à Toulouse, en France, de parents négociants en drap. Il fait ses études à Toulouse. En 1892, alors âgé de 14 ans, il prend contact avec les organisations socialistes de la ville.

## Postérité
Son nom est donné en 1947 à Toulouse  à une avenue : la Côte-Pavée-Montaudran, anciennement chemin-haut de Montaudran.

### Liens externes

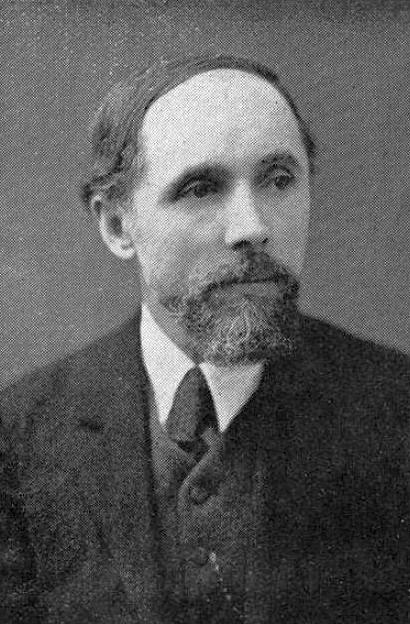
Jean Rieux en 1925.